# Kintsugi (Highsnob)
Kintsugi è il terzo album in studio del rapper italiano Highsnob pubblicato il 10 maggio 2024 per l'etichetta Warner Music Italy.

## Tracce
1. Intro (feat. Pino Insegno) – 1:13
2. W4nnabe – 3:52
3. Extasy – 2:35
4. Intoxikate – 2:32
5. Lacrimogeni – 4:26
6. Non esistono risposte intelligenti – 0:01
7. Suda ancora – 2:25
8. Né ora né mai – 3:22
9. Discopanico (feat. Nerone) – 3:02
10. Bad Vibes – 2:58
11. Kintsugi – 1:19
12. Abbi cura di te (feat. Hu) – 3:12